# Anaxita decorata
Anaxita decorata är en fjärilsart som beskrevs av Walker 1855. Anaxita decorata ingår i släktet Anaxita och familjen björnspinnare. Inga underarter finns listade i Catalogue of Life.

## Bildgalleri

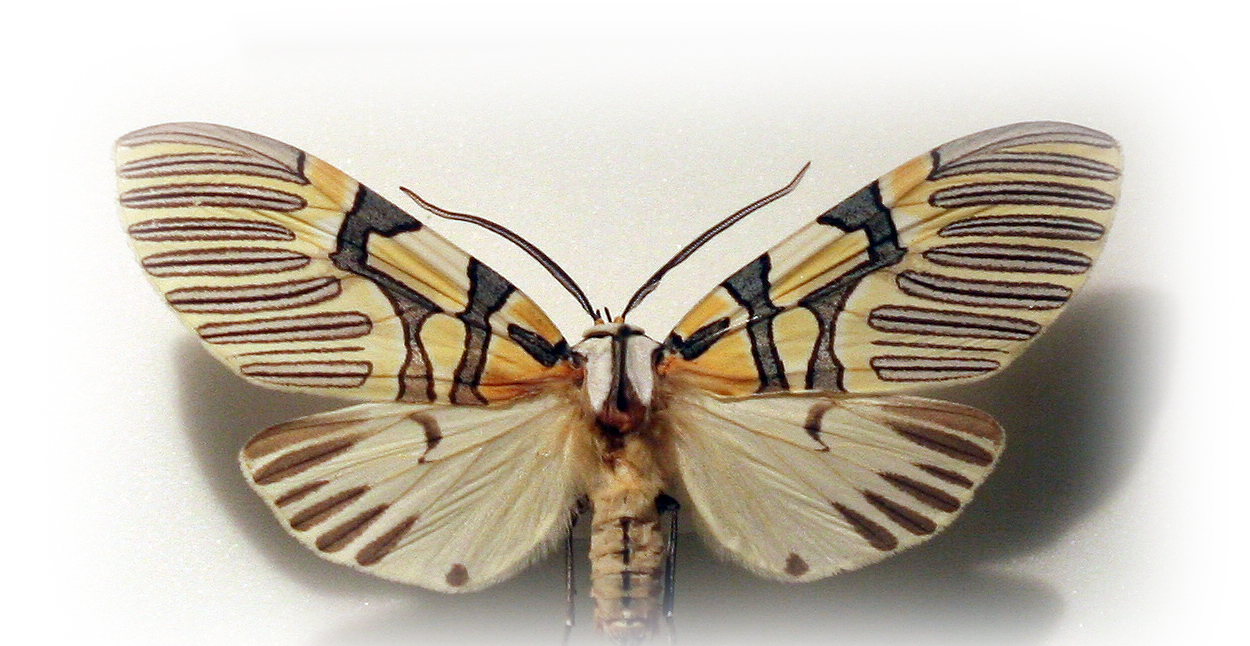